# Helmut Ruppert
Helmut Ruppert (* 18. Januar 1941 in Marktredwitz) ist deutscher Professor für Didaktik der Geographie. Er war von 1997 bis 2009 Präsident der Universität Bayreuth.

## Leben
Helmut Ruppert machte seine Schulausbildung von 1947 bis 1960 in Volksschule in Marktredwitz, Realgymnasium Marktredwitz, Oberrealschule in Weiden. Von 1960 bis 1965 studierte er Lehramt an Gymnasien, Wirtschaftswissenschaften und Erdkunde an der Universität Erlangen-Nürnberg. Seine Promotion schloss er im Jahr 1968 ab. Von 1968 bis 1974 war er Wissenschaftlicher Assistent am Institut für Geographie der Universität Erlangen-Nürnberg, von 1970 bis 1972 Sprecher der Assistentenversammlung der Universität Erlangen-Nürnberg, von 1971 bis 1977 Mitglied des Strukturbeirates für die Universität Bayreuth und bekam im Jahre 1974 eine Professur für Didaktik der Geographie an der Universität Bayreuth, die er bis zu seiner Wahl als Präsident bis 1997 innehatte. Er wurde im Jahr 2003 vom Senat für eine zweite Amtszeit wiedergewählt. Sein Nachfolger im Amt des Präsidenten war Rüdiger Bormann.

## Wirken
Helmut Ruppert hat die Universität Bayreuth in seiner Amtszeit maßgeblich geprägt und war an vielen Neustrukturierungen beteiligt. Insbesondere die verstärkte interdisziplinäre Ausrichtung hat er immer wieder vorangetrieben. „Er steht für Profilbildung, kritische Selbsteinschätzung, Internationalisierung, für eine Modernisierung des Studienangebots und für ein hohes Maß an Eigenverantwortung: Bayreuths Universitätspräsident.“

## Ehrungen und Auszeichnungen
- Bundesverdienstkreuz 1. Klasse
- Bundesverdienstkreuz am Bande
- Bayerischer Verdienstorden
- Goldener Ehrenring der Stadt Bayreuth
- Ehrensenator der Universität Bayreuth 2012